# Brot und Bücher
Brot und Bücher e. V. ist ein als gemeinnützig anerkannter Verein mit Sitz in Bamberg. Er wurde am 1. November 1992 von der Schriftstellerin Tanja Kinkel gegründet und ist beim  Amtsgericht Bamberg im Vereinsregister unter Nr. 837 eingetragen.

## Vereinszweck
Es werden Kinder in Not unterstützt, vorwiegend Schulen finanziert, um über die Förderung von Bildung nachhaltig die Situation in unterentwickelten, meist ländlichen Bereichen in Deutschland, Asien und Afrika zu verbessern.  Der Verein hat ausschließlich ehrenamtlich tätige Mitglieder und arbeitet bei der Umsetzung der Projekte im Ausland vorwiegend mit christlichen Orden wie den Missionsbrüdern des heiligen Franziskus oder den Missionsschwestern vom Heiligsten Herzen Jesu von Hiltrup zusammen.

## Finanzierung
Die für die Schulprojekte benötigten Gelder werden über Privatpersonen, Unternehmen und bei öffentlichen Spendensammlungen eingeworben.

## Verwendung der Spenden
In Deutschland wurde im Jahr 2019 zusammen mit dem Sternstunden e.V. insbesondere das Erich Kästner Kinderdorf für traumatisierte Kinder und Jugendliche unterstützt.
In den nordöstlichen indischen Bundesstaaten Meghalaya, Assam, Arunachal Pradesh, Nagaland und Manipur aber auch im Süden Indiens in Kerala und Tamil Nadu werden Schulen, Waisenhäuser, Kinderheime, Kindergärten, sanitäre Einrichtungen, Brunnen, Krankenstationen und Lebensmittelversorgung an Schulen unterstützt.
In Tansania und Ghana geht es um ähnliche Projekte sowie die Förderung der Berufsausbildung, in Benin auch um Heime und Schulen für gehörlose Kinder. Hilfen gibt es außerdem für mit AIDS geborene Kinder.